# Szyndziel
Szyndziel – kolonia w Polsce położona w województwie podlaskim, w powiecie sokólskim, w gminie Sokółka.
W okresie międzywojennym majątek Szyndziel należał do kompozytora Jana Tarasiewicza.
W latach 1975–1998 miejscowość administracyjnie należała do województwa białostockiego.
Wierni kościoła rzymskokatolickiego należą do parafii Przemienienia Pańskiego w Sokolanach.